# Halalaimus leptosoma
Halalaimus leptosoma är en rundmaskart som först beskrevs av Rowland Southern 1914.  Halalaimus leptosoma ingår i släktet Halalaimus och familjen Oxystominidae. Inga underarter finns listade i Catalogue of Life.